# Dacnopilio kraepelini
Dacnopilio kraepelini is een hooiwagen uit de familie echte hooiwagens (Phalangiidae).